# Elena Sofia Ricci
Elena Sofia Ricci (ur. 29 marca 1962 we Florencji) – włoska aktorka filmowa.

## Kariera artystyczna
Urodziła się we Florencji. W 1984 roku zagrała w filmie w reżyserii Pupi Avatiego Impiegati. Za tę rolę zdobyła nagrodę Globo d'Oro w kategorii najlepszy debiut aktorski. W 1988 roku zdobyła nagrodę David di Donatello dla najlepszej aktorki drugoplanowej i Silver Ribbon w tej samej kategorii za rolę w filmie Io e mia Sorella. W 1990 Ricci została uhonorowana nagrodą David di Donatello dla najlepszej aktorki i nagrodę Ciak d'Oro w tej samej kategorii za rolę w Ne Parliamo Lunedì. W 2010 roku wspólnie z Lunetta Savino otrzymała nagrodę Nastro d’argento dla najlepszej aktorki drugoplanowej za rolę w filmie  Mine vaganti. O miłości i makaronach w reżyserii Ferzana Özpeteka. W 2014 wystąpiła w komediodramacie Zapnijcie pasy u boku Kasi Smutniak i Francesco Arciego.
Elena Sofia Ricci zagrała w wielu popularnych serialach telewizyjnych, takich jak Detektyw w habicie. Za działalność telewizyjną otrzymała również kilka nagród.